# 青森市立佃中学校
青森市立佃中学校（あおもりしりつ つくだちゅうがっこう）は、青森県青森市中佃2丁目にある公立中学校。なお、本項では、「松原中学校」の沿革についても、併せて記述する。

## 概要
筒井中学校、造道中学校と共に、中学校校内LAN整備事業モデル校の一つである。「つくちゅう」と略する事もできるが、それでは隣接する造道中学校と呼び方が同じになってしまうため略称では「つくだ」とそのまま呼ぶ。また、あまり知られていないが、「だっちゅう」という呼び方もある。

## 生徒数
- 2024年（令和6年）5月1日時点

| 学年 | 1年 | 2年 | 3年 | 特別支援 | 合計 |
| ---- | --- | --- | --- | -------- | ---- |
| 学級 | 4   | 5   | 5   | 3        | 17   |
| 生徒 | 125 | 139 | 154 | 18       | 436  |

## 沿革
- 1950年（昭和25年）
  - 4月5日 - 学区変更により、浪打中学校・野脇中学校の一部学区を合流し、松原中学校を新設。校舎は、大字浦町字野脇341番地の青森市立高等学校（定時制）内。同日、開校式を挙行。なお、教具の多くは高校との兼用だった上、さらに17時以降は、教室や校庭を使用できないなど、多くの制約があった[1]。
  - 11月2日 - 校歌を制定。
- 1954年（昭和29年）9月15日 - 独立校舎として、大字浦町字野脇208番地の旧野脇小学校に移転。
- 1955年（昭和30年）7月2日 - 松原中学校創立五周年記念式典挙行。
- 1963年（昭和38年）12月12日  - 大字松森字佃222番地に新校舎着工。
- 1964年（昭和39年）3月31日 - 松原中学校廃校。生徒は、新設の佃中学校へ移る。
- 1965年（昭和40年）
  - 3月31日 - 鉄骨3階級建の新校舎竣工。
  - 4月1日 - 佃中学校開校（青森市中央市民センターの場所(松原2丁目)にあった旧松原中学校が移転し、校名を改称する形で設立）。同日、校章制定。
  - 11月8日 - 校旗樹立・校歌制定。
- 1967年（昭和42年）
  - 3月31日 - 体育館竣工。
  - 5月27日 - 校舎落成記念式典挙行。
- 1968年（昭和43年）5月16日 - 9時48分頃に発生した十勝沖地震により、校地が地盤沈下した他、体育館床や教材器具等に被害が出た。
- 1969年（昭和44年）
  - 4月1日 - 佃地区の一部を編入する学区変更実施。
  - 10月30日 - 校庭整地工事完了。
- 1971年（昭和46年）7月30日 - 水泳プール竣工。
- 1972年（昭和47年）5月20日 - 野球バックネット移転拡張工事完工。
- 1974年（昭和49年）10月4日 - 創立10周年記念式典挙行。
- 1981年（昭和56年）5月23日  - 校庭整備完了。
- 1982年（昭和57年）4月1日 - 機械警備となる。
- 1984年（昭和59年）
  - 4月1日 - 花園2丁目を青森市立浪打中学校に編入する学区変更実施。
  - 10月19日 - 青森市文化会館にて、創立20周年記念式典挙行。
- 1988年（昭和63年）7月23日 - 理科準備室焼失。
- 1991年（平成3年）
  - 5月7日 - 体育館の一部が焼失。
  - 7月29日 - 0時30分頃、体育館の一部を焼く火災が発生[2]。
- 1992年（平成4年）12月16日 - トイレ水洗化工事完工。
- 1994年（平成6年）
  - 2月18日 - 特別教室「調理室」増築工事完了。
  - 3月18日 - 情報処理教育施設（コンピューター室）工事完了。
  - 10月14日 - 創立30周年記念式典挙行。
- 1996年（平成8年）4月1日 - 花園・松森・佃・栄町等、一部を浪打中学校に編入する学区一部変更実施。
- 2001年（平成13年）6月20日 - 校舎改築工事着工。
- 2002年（平成14年）
  - 4月1日 - 通学区域変更により、一部の地区が戸山中学校学区から本校学区に変更。
  - 10月30日 - 新校舎改築完成。同日、説明会及び引き渡し完了。
- 2009年（平成21年）9月7日 - 校庭東側防球ネット増設工事。
- 2012年（平成24年）4月1日 - 特別支援学級設置。
- 2014年（平成26年）10月17日 - 創立50周年記念式典挙行。
- 2020年（令和2年）
  - 3月2日 - 新型コロナウイルス感染症拡大防止対策により、臨時休校の措置を採る。
  - 4月8日 - Youtubeを用いた遠隔授業の開始。
  - 4月21日 - Zoomを用いた遠隔授業の開始。
  - 5月11日 - この日から22日まで、学年ごとの分散登校実施。
  - 5月25日 - 学校再開。
- 2021年（令和3年）1月27日 - 1学年生徒にChromebookを配布し、1人1台のPC配備完了。
- 2024年（令和6年）10月11日 - 創立60周年記念式典挙行。

## 学区
佃（1丁目の一部・2丁目の一部・3丁目）、松森（2丁目の一部・3丁目）、中佃（1丁目・2丁目・3丁目の一部）、南佃（1丁目・2丁目）、小柳（4丁目の一部・5丁目・字桂）、古館1丁目の一部、自由ヶ丘（1丁目・2丁目）、浜館（1丁目～6丁目・字安原の一部）、戸山字安原の一部。

## 参考資料
- 『新青森市史 別編教育（別巻） 年表・学校沿革』（青森市・2000年3月発行）「学校沿革 （二）中学校」
  - 222頁「佃中学校 変遷」 - 開校から1996年の項まで。
  - 222頁～223頁「松原中学校」

## 周辺
- 小堀眼科医院
- 青森県警青森警察署つくだ交番
- ローソン青森南佃二丁目店

## アクセス
- 青森市営バス「佃中学校前」バス停より、
  - 「A1」系統・青森駅前行のりばから、徒歩約195m・約3分。
  - 「F10」系統・東部営業所行および「F12」系統・県立中央病院行のりばから、徒歩約165m・約3分。
- 青い森鉄道青い森鉄道線東青森駅から、徒歩約825m・約13分。
- 青森市立佃小学校から、徒歩約550m・約9分。